# Боулли, Эл
Эл Бо́улли (англ. Al Bowlly, полное имя: Albert Allick Bowlly; 7 января 1899 — 17 апреля 1941) — британский певец (тенор). Один из самых популярных эстрадных певцов в Великобритании в 1930-х годах.

## Очерк биографии и творчества
Эл Боулли родился в Мозамбике (на тот момент португальской колонии), его родители были греческого и ливанского происхождения. Вырос в Иоханнесбурге в ЮАР. Набрался музыкального опыта как вокалист с танцевальным оркестром под управлением Джимми Ликима в Индии и Сингапуре. Первый раз записался на пластинку в 1927 году в Берлине. Через год после этого в первый раз приехал в Лондон (в составе оркестра Фреда Элизальда.)
В 1930—1934 годах много записывался с британским оркестром New Mayfair Dance Orchestra под управлением Рэя Ноубла. По версии портала AllMusic, в 1930-е годы в Великобритании по популярности его превосходил только Бинг Кросби.
Среди хитов Эла Боулли песни «Midnight, the Stars and You» (автор музыки Г. Вудс), «Goodnight sweetheart», «The very thought of you», «Love is the sweetest thing» (автор всех трёх — Р. Ноубл). 
Погиб в 1941 году во время немецкого авианалёта на Лондон — бомба, попавшая в дом, разорвалась рядом с его квартирой и выбила дверь, от которой музыкант и погиб .